# 2015年歐洲運動會安道爾代表團
安道爾參加2015年6月12日至28日在亞塞拜然巴庫舉行的2015年歐洲運動會。